# Luchthaven Koeroemotsj
Luchthaven Koeromotsj (Russisch: аэропорт Курумоч) is een luchthaven op 35 kilometer ten noorden van de stad Samara en 50 kilometer ten oosten van Toljatti bij het gelijknamige plaatsje Koeromotsj in de Russische oblast Samara. De luchthaven is geschikt voor middelgrote vliegtuigen, zoals de Tu-154. In 2006 werden 1.218.936 passagiers geregistreerd. Het is de thuisbasis van Samara Airlines.